# Río Koshanái
El río Koshanái (en ruso: Кошанай) es un río del Gran Cáucaso en el distrito de Karacháyevsk de la república de Karacháyevo-Cherkesia del sur de Rusia. Es un afluente del Teberdá, que desemboca en el río Kubán.

## Curso
El río nace en la estribaciones septentrionales del monte Kolsu (3325 m), que le separa del valle del río Kirkol, afluente del Kol-Tiubiu. Su curso de 6 km desciende por un valle de alta montaña en dirección noroeste hasta llegar a la orilla derecha del Teberdá, al norte de Vérjniaya Teberdá.

## Historia
En esta zona se examinaron los túmulos de las necrópolis de Koshanái y Akbar-Kulak, en la orilla derecha, y Gymyldyk I, en la margen izquierda. Se han descubierto terraplenes de piedra, de planta redonda, en forma de cúpula (Guimildik I) o alargada (Guimildik II, Koshanái).